# Hypatiusz
Hypatiusz (gr. Ὑπάτιος, zm. 532) – bizantyński uzurpator w 532 roku.

## Życiorys
Był siostrzeńcem Anastazjusza I. W roku 500 sprawował godność konsula. Podczas powstania Nika 13 stycznia 532 został w hipodromie proklamowany cesarzem i przybrany w purpurę. Po niepowodzeniu powstania Hypatiusz został stracony.